# Незнакомец (сериал, 2020)
«Незнакомец» (англ. The Stranger) — американский веб-сериал в жанре криминального триллера, созданный Виеной Сад, который стартовал на Quibi 13 апреля 2020 года.

## Сюжет
То, что началось как еще одна ночь в Лос-Анджелесе, вскоре становится борьбой за выживание, когда водитель Клэр сталкивается лицом к лицу с психопатом-убийцей, который не остановится ни перед чем, чтобы получить то, что он хочет.

## В ролях
- Майка Монро — Клэр
- Дэйн ДеХаан — Карл Э.
- Эван Джогиа — JJ
- Роксана Бруссо — Капитан Васкес

## Критика
На сайте Rotten Tomatoes сериал имеет рейтинг 74 % на основе 317 рецензий пользователей.